# Riddarholmen
Riddarholmen (svédül: A lovagok szigete) Stockholm központjában levő kis sziget. A Stadsholmen és Helgeandsholmen szigetekkel együtt az óvárost, Gamla Stant alkotja. Ezen a szigeten több kisebb nemesi palota és a Riddarholmskyrkan (lovagok temploma) található.
A sziget nyugati csücskében gyönyörű kilátás nyílik a Riddarfjärden-re, amit sok TV műsorban háttérként használnak a svéd televízió csatornáiban. Bigger Jarl (Stockholm alapítója) szobra a sziget északi részében található. 
A sziget legrégebbi neve Kidaskär volt. Mikor a franciskánus kolostort felépítették a 13. században, átnevezték Gråmunkeholmen-nek. A reformáció korában a kolostorból templomot csináltak és 1638-ban a sziget megkapta a jelenlegi nevét.